# France Dimanche
France Dimanche est un magazine de presse people français créé en 1946. Aujourd'hui édité par la société CMI Publishing, il paraît chaque vendredi.

## Histoire
Créé en 1946 et s'inspirant de certains tabloïds anglais, France Dimanche opère en 1956 un virage éditorial pour ne parler que de la vie des stars : devenu le premier magazine people du pays avec un tirage à 1,3 million d'exemplaires, il fait imprimer sur sa manchette : « la plus forte vente des hebdomadaires français ».
En 2019, le groupe de presse CMI prend une participation majoritaire dans la société Hachette Filipacchi Associés (groupe Lagardère Active) et lui donne le nom de CMI Publishing.
En 2018-2019, sa diffusion est de 236 030 exemplaires.

## Ligne éditoriale
France Dimanche publie chaque semaine des informations et des photographies sur la vie des vedettes de l'actualité, du monde du spectacle, de la jet set, de la télévision (histoires d'amour, joies, déceptions, mariages, naissances, déchirures, procès, séparations, divorces, drames, scandales, décès, etc.)
Le magazine propose également des rubriques santé, beauté, cuisine, jardin, témoignages, jeux et horoscope.